# Tradicijske kuće (Glušnja)
Glušinja, Dvije tradicijske kuće, prizemna drvena stambena kuća u mjestu Glušinja i općini Žumberak, zaštićeno kulturno dobro.

## Opis dobra
Kuće su locirane na zajedničkoj okućnici u staroj seoskoj aglomeraciji, paralelno sa slijepim prilaznim putem, unutar Parka prirode Žumberak - Samoborsko gorje. Kuća broj 13, građena sredinom 19. st., drvena je prizemnica izvedena masivnim planjkama i kamenom u dijelu kuće gdje se nalazi peć, locirana na kosom terenu. Nagib terena je iskorišten za izvedbu podruma „zidanice“ koji je djelomično ukopan, a zidan je kamenom i ožbukan. Uz duže dvorišno pročelje i uže pročelje iznad podruma je drveni natkriveni trijem s dekoriranom drvenom ogradom. Kuća broj 14 građena je u prvoj polovici 20. st., locirana u neposrednoj blizini starije kuće na br. 13. Drvena prizemnica izvedena je masivnim planjkama, djelomično zidana. Smještena je na kosom terenu čiji je nagib korišten za izvedbu podruma koji je zidan kamenom i ožbukan.

## Zaštita
Pod oznakom Z-7226 zavedena je kao nepokretno kulturno dobro - pojedinačno, pravna statusa zaštićena kulturnog dobra, klasificirano kao "sakralna graditeljska baština".